# La Vale
La Vale és una concentració de població designada pel cens dels Estats Units a l'estat de Maryland. Segons el cens del 2000 tenia 4.613 habitants.

## Demografia
Segons el cens del 2000, La Vale tenia 4.613 habitants, 1.924 habitatges, i 1.377 famílies. La densitat de població era de 219,3 habitants/km².
Dels 1.924 habitatges en un 26,7% hi vivien nens de menys de 18 anys, en un 61,7% hi vivien parelles casades, en un 7,6% dones solteres, i en un 28,4% no eren unitats familiars. En el 25,1% dels habitatges hi vivien persones soles el 14,2% de les quals corresponia a persones de 65 anys o més que vivien soles. El nombre mitjà de persones vivint en cada habitatge era de 2,38 i el nombre mitjà de persones que vivien en cada família era de 2,82.
Per edats la població es repartia de la següent manera: un 20,6% tenia menys de 18 anys, un 7% entre 18 i 24, un 24,3% entre 25 i 44, un 27,6% de 45 a 60 i un 20,6% 65 anys o més.
L'edat mediana era de 44 anys. Per cada 100 dones de 18 o més anys hi havia 89 homes.
La renda mediana per habitatge era de 42.911 $ i la renda mediana per família de 48.494 $. Els homes tenien una renda mediana de 33.125 $ mentre que les dones 23.179 $. La renda per capita de la població era de 20.989 $. Entorn del 4,8% de les famílies i el 7,3% de la població estaven per davall del llindar de pobresa.

## Poblacions més properes
El següent diagrama mostra les poblacions més properes.